# Андреєва Тетяна Георгіївна
Андреєва Тетяна Георгіївна (нар. 24 березня 1970, м. Київ, УРСР) — українська артистка балету, прима-балерина та ведуча солістка Національного академічного театру опери та балету України імені Тараса Шевченка, Заслужена артистка України (2006), продюсер та автор лібрето вистави «За двома зайцями».

## Життєпис
З 1981 по 1988 рік навчалася у Київському державному хореографічному училищі, учениця заслуженої артистки УРСР Альвіни Кальченко.
З 1988 року танцювала на сцені Національного академічного театру опери та балету України імені Тараса Шевченка.
У 1999 році закінчила навчання у Міжнародному слов’янському університеті за спеціальністю хореографія.
3 березня 2006 року присвоєно почесне звання «Заслужена артистка України».
Дипломант Міжнародного конкурсу артистів балету та хореографів ім. Сержа Лифаря (1994, Київ).
З 2014 року працювала педагогом-репетитором сценічної практики Київського державного фахового хореографічного коледжу над такими виставами: «Баядерка», «Спляча красуня», «Дон Кіхот», «Лілея», «Лісова пісня» та «Спартак». З 2017 року репетитор вистави «За двома зайцями».
Співпрацювала з видатними хореографами, такими як Лорка Мясін, Алла Рубіна, Давід Авдиш, Анатолій Шекера, Георгій Ковтун, Генріх Майоров і Роберт Клявін.
Протягом творчого шляху виконала понад 60 ролей класичного та гострохарактерного репертуару. З 1989 по 1991 танцювала на сцені Київського єврейського театру «Мазл-тов», виконувала мініатюри Алли Рубіної – «Дівчина з гетто», «Скрипаль на даху», «Кузіна», «Закохані» та ораторія-балет «Київські фрески» Івана Карабиця (Дівчина). Була першою виконавицею багатьох сучасних балетів: «Катерина Білокур» (Катерина) та «Іспанські фрески» Лесі Дичко.
2016 року стала співзасновником компанії «Сучасний театр», діяльність якої була спрямована на створення та постановку спектаклю «За двома зайцями» на сцені Національного академічного театру опери та балету.

## «За двома зайцями»
«За двома зайцями» — балет на 2 дії Юрія Шевченка, ідея і лібрето Тетяни Андреєвої за мотивами п'єси Михайла Старицького. Прем'єра балету відбулася у Національному академічному театрі опери та балету України імені Тараса Шевченка 29 червня 2017 року. Прем'єрою балету було завершено 149-й театральний сезон. У 2018 році балет Ю.Шевченка «За двома зайцями» був відзначений театральною премією «Київська пектораль». У 2019 році творча команда вистави була номінова на національну премію України імені Тараса Шевченка.
На постановку Андрєєву надихнула не так сама п'єса, як давнє захоплення старою київською архітектурою кінця XIX – початку XX століття: "Про цей період не так багато художнього матеріалу, і "За двома зайцями" виявився саме тим, що було потрібно. Мені хотілося створити виставу, центром якої було б саме місто. Люди іноді не усвідомлюють, у якому чудовому місці вони живуть і з якою історією щодня стикаються”. За словами лібретистки, вистава має вийти не стільки класично дансантною, скільки театральною, з активним візуальним рядом – щоб глядач не занудьгував ні на хвилину. До того ж, команді було цікаво попрацювати над гумористичною виставою – такі зустрічаються в репертуарі театру нечасто. Втім, фінал творці балету обіцяють трагічний.
У виконанні Андреєвої Проня – це вже не просто кумедна міщанка, яка мріє вийти вдало заміж. Проня стала мрійливою, закоханою, більш витонченою та романтичною, панночкою, яка щиро бажає знайти своє жіноче щастя.

## Творчість

### Репертуар в Національній опері України

#### Балети
- За двома зайцями – Проня (перша виконавиця)
- Ніч перед Різдвом – Солоха (перша виконавиця)
- Вікінги – Цариця Зоя
- Весілля Фігаро – графіня Альмавіва (перша виконавиця)
- Пані і хуліган – Елітна жінка (перша виконавиця)
- Болеро – Дівчина
- Ромео і Джульєтта – Леді капулеті
- Спляча красуня – Фея карабос
- Сільфіда – Медж
- Лісова пісня – Килина
- Білосніжка та семеро гномів – Королева-мачуха
- Чиполіно – графиня вишня
- Жизель – Мірта
- Дон Кіхот – вулична танцівниця, Мерседес, циганський танок
- Дафніс і Хлоя – Німфа (перша виконавиця)
- Майстер і Маргарита – Ніза, Гела (перша виконавиця)
- Грек Зорба – Мадам Хортонс
- Буратіно – лиса Аліса (перша виконавиця)
- Попелюшка – Мачуха, Сестра, іспанський танок
- Кармен-сюіта – Доля
- Баядерка – індуський танок
- Лучкунчик – іспанський танок, східний танок
- Спартак – етруський танок
- Легенда про любов – Красуня
- Русалонька – Східна Принцесса (перша виконавиця), морська зірка
- Фрески Софії Київської – Дівчина, Хазарська княжна (перша виконавиця)
- Паганіні – Аристократка (перша виконавиця)
- Коппелія – Чардаш

#### Опери
- Фауст – Клеопатра (перша виконавиця)
- Князь Ігор – Чага
- Хованщина – Персидка
- Мойсей – Жриця (перша виконавиця)
- Травіата – Іспанка
- Алєко – Циганка

### Ролі в кіно
- Гамлет (1989) – Гертруда
- Тіні забутих предків[7] (український відеофільм режисера Юрія Суярка, 1990) – Палагна
- Кармен (1992) – Кармен
- Софія Потоцька (1997) – Софія Потоцька

### Номери та мініатюри
- Взбиті вершки [8] (постановка О. Ратманського) - Мамаша
- Шехеразада – Шехеразада
- Жар-птиця - Жар-птиця
- Едіт Піаф (постановка В. Фетодова)
- Арена (постановка В. Федотова)
- Танго Шнітке (постановка В. Федотова)
- Сюіта в білому (хореографія С.Лифаря) – варіація сигарета

### Робота з А.Рубіною та Київським єврейським театром «Мазл-тов»
- Скрипаль на даху
- Сиртакі
- Дівчина з гетто
- Кузіна
- Сім танців Баха (перша виконавиця)
- Іспанські фрески (перша виконавиця)
- Три віки жінки (перша виконавиця)
- Закохані
- Єврейська сюіта